# White Lilies Island
White Lilies Island är sångerskan Natalie Imbruglias andra musikalbum som släpptes 2001.

## Låtlista
1. "That Day (Moment Of Clarity)"
2. "Beauty On The Fire"
3. "Satellite"
4. "Do You Love?"
5. "Wrong Impression"
6. "Goodbye"
7. "Everything Goes"
8. "Hurricane"
9. "Sunlight"
10. "Talk In Tongues"
11. "Butterflies"
12. "Come September

## Singlar
1. "That Day"
2. "Wrong Impression"
3. "Beauty On The Fire"